# Antonín Moudrý
Antonín Moudrý (31 gennaio 1905 – 24 luglio 1979) è stato un calciatore cecoslovacco, di ruolo centrocampista.

## Carriera

### Nazionale
Esordisce il 28 ottobre 1929 contro la Jugoslavia (4-3).